# بلاگ اسکای
بلاگ‌اسکای (Blogsky) یکی از ارائه‌دهندگان خدمات وب‌نوشت رایگان به فارسی است. این وب‌گاه در ۲۰ فروردین ۱۳۸۲ توسط مرتضی توکلی و مسعود چنگیزی فعال شد. مطابق آمار الکسا، در سال ۱۳۸۸ بلاگ اسکای چهاردهمین دامنهٔ اینترنتی پربازدید فارسی بود.
سرورهای بلاگ‌اسکای در حال حاضر در کشور آلمان قرار دارند.